# 東京女子高等師範学校
東京女子高等師範学校（とうきょうじょしこうとうしはんがっこう）は、1890年（明治23年）3月、東京市神田区（現・東京都文京区）に設立された官立の女子高等師範学校である。略称は「東京女高師」（とうきょうじょこうし）、もしくは（所在地にちなみ）「お茶の水」（おちゃのみず）。
この項目では前身である東京女子師範学校（および東京師範学校女子部）などについても扱う。
| 東京女子高等師範学校 （東京女高師） | 東京女子高等師範学校 （東京女高師）   |
| ----------------------------------- | ------------------------------------- |
| 創立                                | 1890年 （「女子高等師範学校」として） |
| 所在地                              | 東京市神田区                          |
| 初代校長                            | 中村正直                              |
| 廃止                                | 1952年                                |
| 後身校                              | お茶の水女子大学                      |
| 同窓会                              | 桜蔭会                                |

## 概要
1890年、日本最初の女子中等教員養成機関「女子高等師範学校」として設立され、1908年東京女子高等師範学校と改称した。その前身は、日本で最初の女子教員養成機関「東京女子師範学校」であり、のち東京師範学校に統合されてその「女子部」となり、東京師範が中等教員養成機関たる高等師範学校に改組されたのち、女子高等師範学校として分離独立したものである。
文科・理科・家事科の3学科が設置（1940年時点）され、廃止時点では奈良・広島とともに（官立）3女高師の一つであった。
戦後の学制改革により発足した新制お茶の水女子大学の構成母体である。同窓会である「桜蔭会」（おういんかい）はお茶の水女子大と共通の同窓会となっている。

## 沿革

### 東京女子師範学校
1873年（明治6年）11月、文部省学監のお雇い外国人・ダビッド・モルレーは申報のなかで日本も欧米諸国に倣って女性を「児童ヲ教育スル最良ノ教師」として育成することを建言し、文部少輔である田中不二麿もこれに同調して翌1874年（明治7年）1月、三条実美太政大臣に対し「東京府下ニ一箇ノ女子師範学校ヲ設ケ」る「伺」を提出した。これが承認され、同年3月13日には木戸孝允文部卿により湯島聖堂（旧昌平坂学問所）構内界隈、現在のお茶の水橋たもとに女子師範学校を設置する旨布達が発令、日本最初の（官立）女子師範学校である東京女子師範学校の設立となった（11月に開校）。
設立当時の東京女子師範には、1872年（明治5年）に設立・開校された日本初の女子中等教育機関である東京女学校から相当数の生徒が女子師範予科へと転学しており、当時一般により高い教育・学問を求めていた女性の進学先として見なされていたことが知られる。当時の修業年限は5年で課程は10級に分けられ地理・歴史・物理学・化学大意・修身学・雑書・修辞・書取・作文・数学（算術・代数・幾何）・経済学・博物学・教育論・記簿法・養生書・手芸・画学・唱歌・体操・授業法・実地授業の学科目が講義された。官立師範学校は先行の東京・東京女子に続いて愛知・広島・新潟・大阪・長崎・宮城の6校が大学区制に対応して設立されたが、これら6校は西南戦争後の財政難により1877年（明治10年）から1878年（明治11年）にかけて廃止（代わりに各府県立師範学校・女子師範学校の設立が奨励された）されたため、東京女子師範は東京師範（のちの東京高師、筑波大学の前身）と並ぶ2官立師範学校の一方を占めることとなった。
1877年（明治10年）2月には附属幼稚園（お茶の水女子大学附属幼稚園の前身）、翌1878年（明治11年）6月には幼稚園保姆（保母）練習科がそれぞれ設置され、幼児保育・教育およびそれらを担う保母の育成が開始されることになった。さらに1877年2月には附属小学校（お茶の水女子大学附属小学校の前身）、1882年（明治15年）7月に附属高等女学校（お茶の水女子大学附属中学校・お茶の水女子大学附属高等学校の前身）が発足し、生徒の実地研修の場としての附属学校園の制度も順次整備されていった。とくに後者は、やはり西南戦争後の財政難で1877年（明治10年）2月に廃止された東京女学校を事実上継承したものであり、全国初の高等女学校として、その後各道府県に設置された旧制の女子中等教育機関のモデルケースとなった。
1883年（明治16年）の教則改正で東京女子師範は師範学校教則大綱中の「高等科」（小学校および中等学校の教員になるための学科）のみを教授することとなったが、財政難による全国各道府県の女子師範学校の（男子）師範学校への統合という流れのなかで1885年（明治18年）6月、東京師範学校に統合されてその「女子部」に改組された。この時東京女子師範の附属学校園も東京師範の附属学校に統合されることとなった（ただし附属高女のみはいったん本校から文部省直轄学校として一時独立する経緯をたどった）。

### 東京女子高等師範学校
1886年（明治19年）4月、唯一の官立師範学校になっていた東京師範学校が師範学校令に基づき高等師範学校に改組されると、その女子部も「女子師範学科」に改組され尋常師範学校2年修了を入学資格として修業年限を4年とした。1890年（明治23年）、女子師範学科は高師から分離して「女子高等師範学校」として独立、女子師範学校・高等女学校・小学校教員および幼稚園保母などの養成にあたるものとされた。また附属学校園も高師の附属学校から分離して女高師附設に復帰した。
1897年（明治30年）10月に公布された師範教育令に準拠して女高師は「師範学校女子部及高等女学校ノ教員タルヘキ者」の養成機関として明確な位置づけがなされ、同時に女子中等教育の教員養成機関として適切なものとするべく学科組織も文科・理科・技芸科（のち家事科）の3学科編成となり、これに先だって撰科・専修科も設置された。1908年（明治41年）4月、東京に次ぐ第2の官立女高師として奈良女子高等師範学校が設立されると、東京の女子高等師範学校は東京女子高等師範学校に改称した。以降東京女高師は、奈良女高師と並んで、戦後においては長い間、全国に女子中等教員を供給し続けるとともに官立学校中、女子学生の最高学府と位置づけられ、教員養成のみならず日本の女子教育に対しても多大な貢献をなした。1923年（大正2年）9月の関東大震災では東京女子師範以来の御茶ノ水校地が灰燼に帰したが翌年には仮校舎を建設して復帰、1920年代末から1930年代初めにかけては文部省から新校地として給付された大塚の新校地に移転した。
1906年（明治39年）4月、中等教員の補充機関として全国の官立学校・大学に設立された臨時教員養成所が東京女高師内にも附設されることとなり、中等学校卒業者を対象とする修業年限2年の「第6臨時教員養成所」が設置された。こののち臨時教員養成所は全国的に衰退の方向にむかい、第6を唯一の例外としてすべて廃止されたが、第6臨時教員養成所のみは1939年（昭和14年）3月の廃止に至るまで若干の制度的改編を経ながらも長く存続した（廃止後、これを継承する機関として「東京女子臨時教員養成所」が設置、戦後の学制改革まで存続した）。
東京女高師の大学昇格運動は第一次世界大戦後の高等教育拡充の動きを背景にした女高師の「師範大学」化構想（1923年（大正2年））まで遡るが、これが目立った動きになったのは第二次世界大戦後であり、1945年（昭和20年）秋には文学部・理学部からなる「東京女子帝国大学」創設案がまとまった。しかし、女子帝大案は文部省での省議は通ったものの、大蔵省は国費に余裕がないとの理由で予算の捻出を拒んだため、旧制度下での昇格は実現せず、東京女高師は新制お茶の水女子大学として昇格し、1949年（昭和24年）同校への包括を経て1952年（昭和27年）廃校となった。

## 年表

### 本校

#### 「東京女子師範学校」時代（1873 - 85）
- 1873年（明治6年）11月 - 文部省学監モルレー、児童教育における女子教員の必要を進言。
- 1874年（明治7年）
  - 1月4日 - 田中不二麿文部少輔、上記提案を受け三条実美太政大臣に東京府下に「女子師範学校」を設立する旨「伺」を出す。
  - 1月20日 - 三条太政大臣による設立認可。
  - 3月13日 - 木戸孝允文部卿、女子師範学校を設置の旨を布達。

- 1875年（明治8年）
  - 8月 - 生徒の入学年齢を14歳以上20歳以下とする。修業年限は5年。
  - 10月20日 - 入学試験を実施（71名を採用）。
  - 11月18日 - 中村正直、摂理（校長）に就任。
  - 11月29日 - 皇后臨席により東京女子師範学校の開校式を挙行。

- 1876年（明治9年）11月16日 - 校内に幼稚園を開設（お茶の水女子大学附属幼稚園の前身）。
- 1877年（明治10年）
  - 2月1日 - 附属小学校を設置（お茶の水女子大学附属小学校の前身）。
  - 2月19日 - 東京女学校廃校にともなう生徒収容のため英文科を設置。
  - 5月31日 - 修業年限を3年半に短縮。
  - 7月13日 - 別科を予科と改称。

- 1878年（明治11年）
  - 1月 - 英文科を別科と改称（7月の学年末に廃止）。
  - 6月27日 - 幼稚園保姆練習科を設置（1890年（明治23年）7月に廃止）。

- 1879年（明治12年）
  - 3月13日 - 第1回卒業式（同年7月：第2回卒業式）。
  - 3月24日 - 予科を廃止。
  - 7月 - 修業年限を3年に短縮。

- 1880年（明治13年）7月 - 保姆練習科を廃止し幼児保育法を本科の課程に加える。予科を再設。
- 1882年（明治15年）7月10日 - 予科を改組し修業年限5年の附属高等女学校を設置（お茶の水女子大学附属中学校・お茶の水女子大学附属高等学校の前身）。
- 1883年（明治16年）8月 - 修業年限を4年とする。師範学校教則大綱中の高等科のみを教授することとする。

#### 「東京師範学校（高等師範学校）女子部」時代（1885-1890）
- 1885年（明治18年）8月 - 東京師範学校に統合されその「女子部」となる。
- 1886年（明治19年）
  - 2月18日 - 附属高女を「高等女学校」として分離独立（6月19日に東京高等女学校と改称）。
  - 4月29日 - 東京師範学校の高等師範学校への改組に伴い、その「女子師範学科」となる。
    - 尋常師範学校2年修了を入学資格とし、修業年限を4年とした。
    - 附属学校園は高等師範学校附属となる。

#### 「女子高等師範学校」時代（1890-1908）
- 1890年（明治23年）
  - 3月24日 - 高等師範学校より分離して女子高等師範学校が設立。
  - 3月25日 - 東京高等女学校・高師附属幼稚園を本科附属とし、高師附属小学校から附属小学校を分離して高等師範学校附属小学校の女児を転学させた。

- 1893年（明治26年）2月18日 - 生徒団体として「如蘭会」創設。
- 1894年（明治27年）12月3日 - 選科を設置
- 1895年（明治28年）3月 - 小学師範科を廃止。
- 1896年（明治29年）5月18日 - 専修科を設置。
- 1897年（明治30年）12月10日 - 文科・理科を設置（1898年（明治31年）4月に開設）。
- 1898年（明治31年）1月4日 - 研究科を設置。
- 1899年（明治32年）2月15日 - 文科・理科のほかに技芸科を設置（4月授業開始）。
- 1900年（明治33年）
  - 1月 - 国語専修科を設置し授業開始（6月27日に国語漢文専修科と改称）。
  - 9月 - 地理歴史専修科を設置し授業開始。

- 1903年（明治36年）
  - 1月28日 - 国語体操専修科を設置（4月授業開始）。
  - 5月25日 - シャムからの女子留学生を受け入れ。
  - 8月2日 - 本科卒業生、茗渓会から分離して桜蔭会を設立。

- 1904年（明治37年）10月 - 数学物理化学専修科を設置し、授業開始。
- 1906年（明治39年）
  - 3月26日 - 保育実習科設置（5月授業開始、1948年（昭和23年）3月まで入学者を募集）。
  - 4月2日 - 校内に「第6臨時教員養成所」を設置。

#### 「東京女子高等師範学校」時代（1908-1952）
- 1908年（明治41年）3月31日 - 奈良女子高等師範学校設置にともない「東京女子高等師範学校」と改称。
- 1909年（明治42年）4月15日 - 外国人特別入学規程細則を制定。これに基づき清国人2名が理科聴講生として入学。
- 1910年（明治43年）11月10日 - 文科・理科・技芸科の3科をそれぞれ第1部・第2部に区分。
- 1914年（大正3年）3月23日 - 文科・理科の2部制を廃止し技芸科を家事科と改称。
- 1916年（大正5年）6月14日 - 本科入学志願者年齢を16とする。
- 1919年（大正8年）
  - 4月4日 - 家事科第2部を廃止、同・第一部を家事科とする。修業年限3年の図画専修科設置（5月授業開始）。
  - 10月8日 -「現代科」設置。

- 1923年（大正12年）9月1日 - 関東大震災で校舎が焼失したため、大塚の東京高等師範学校に仮教室を開いた。

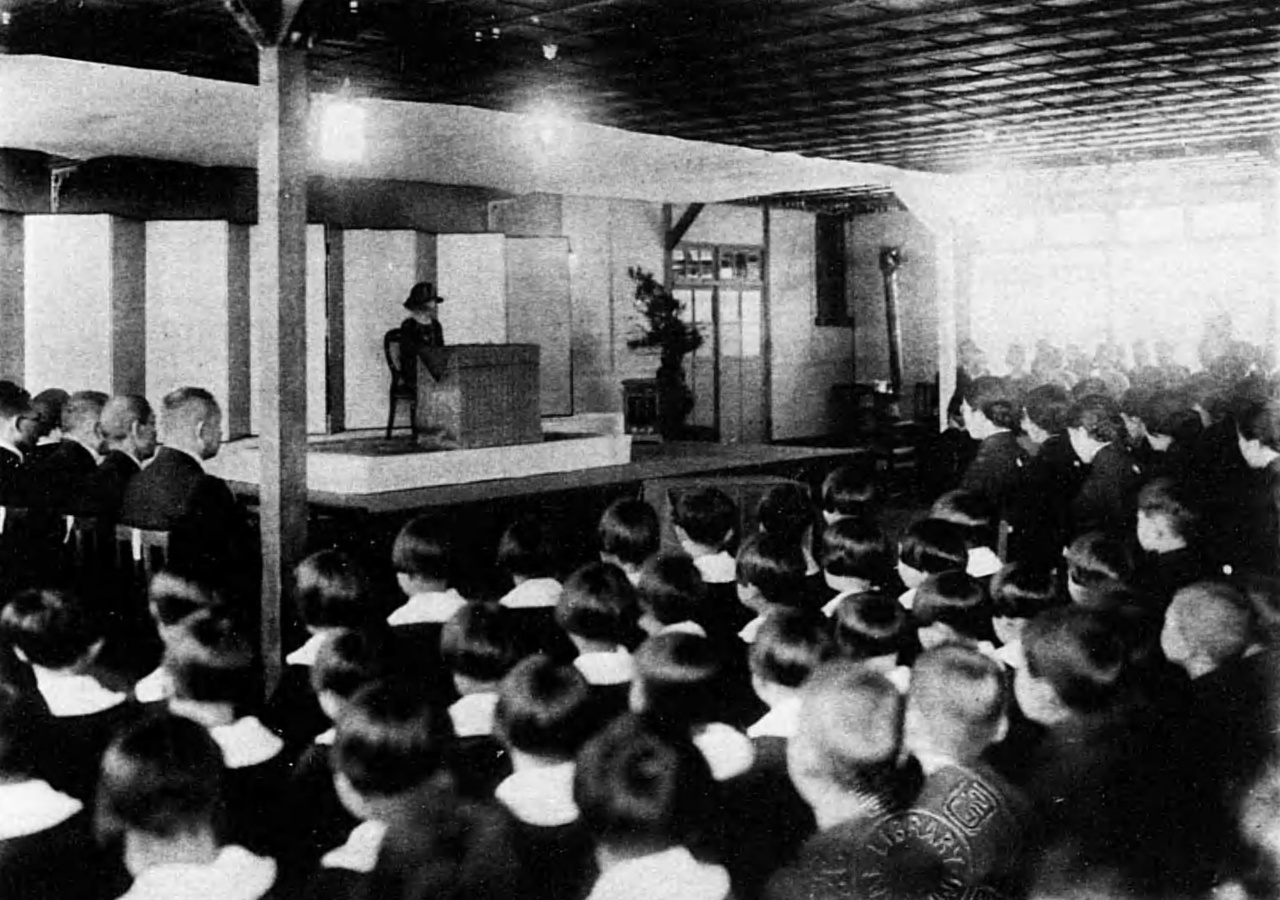
香淳皇后行啓（1932年11月29日）

- 1924年（大正13年）3月20日 - 仮校舎落成。
- 1931年（昭和6年）11月1日 - 「極左組織」を作ったとされる生徒の処分を決定（退学10名・諭旨退学7名・戒飭5名）。
- 1932年（昭和7年）12月28日 - 大塚の新校舎への移転完了。
- 1933年（昭和8年）12月 - 図書閲覧室および書庫竣工。
- 1936年（昭和11年）11月28日 - 全校舎の新営工事竣成。落成式挙行。

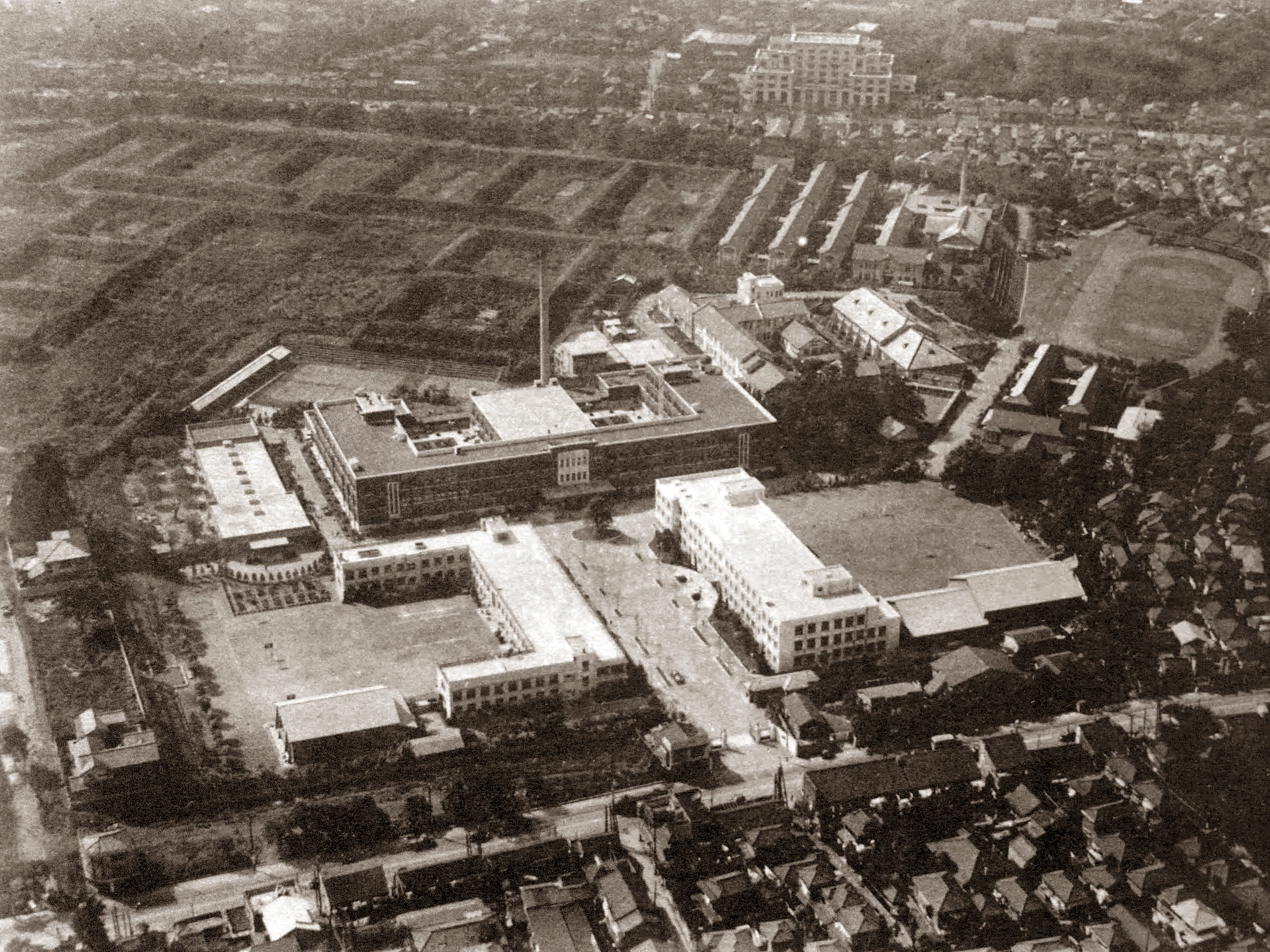
1936年竣成の新校舎
正門への道路を挟み附属小と附属高女が位置し、遠方には大日本雄弁会講談社の本社も見える。

- 1937年（昭和12年）5月19日 - 体育科を新設。
- 1939年（昭和14年）3月31日 - 第6臨時教員養成所を廃止。
- 1941年（昭和16年）
  - 1月 - 如蘭会を廃止し報国団結成。
  - 3月6日 - 校内に東京女子臨時教員養成所を開設。

- 1943年（昭和18年）
  - 3月8日 - 家事科を家政科と改称。
  - 8月 - 学徒勤労動員の開始。

- 1945年（昭和20年）
  - 9月 - これ以降本科各学年の授業が順次再開（1946年（昭和21年）2月）。
  - 11月 - 女子帝大昇格案がまとまる（旧制大学としての昇格は実現せず）。

- 1946年（昭和21年）10月 - 徽音堂において演劇祭が開催される（のちの徽音祭）。
- 1947年（昭和22年）5月28日 - 生徒自治会が発足。
- 1948年（昭和23年）3月 - 東京女子臨時教員養成所を廃止。
- 1949年（昭和24年）
  - 3月 - 保育実習科廃止。
  - 5月31日 - 新制お茶の水女子大学の発足により包括、「お茶の水女子大学東京女子高等師範学校」と改称。

- 1952年（昭和27年）3月31日 - 廃止。

### 附属学校園

#### 附属幼稚園

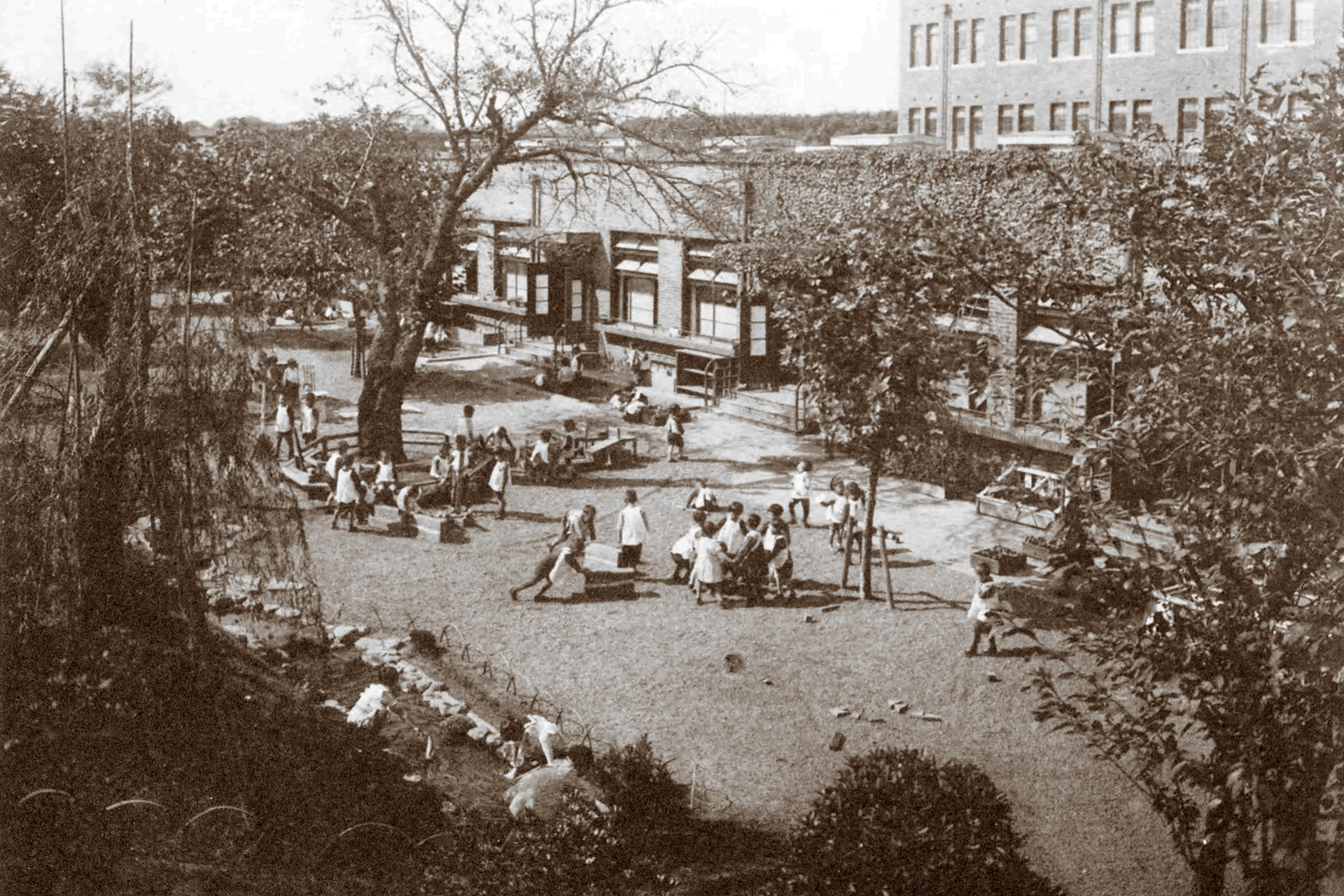
附属幼稚園（1936年）

- 1876年（明治09年）11月16日 - 校内に附属幼稚園を開設し保育開園。
- 1886年（明治19年）4月29日 - 本校の高等師範学校への統合にともない高師附属となる。
- 1890年（明治23年）3月25日 - 女子高等師範学校の分離独立にともない本科附属となる。
- 1892年（明治25年）9月24日 - 分室（簡易幼稚園）を設置。
- 1896年（明治29年）4月21日 - 保姆会を中心に幼児保育研究団体「フレーベル会」設立。
- 1912年（明治45年）1月23日 - 附属幼稚園本園を第1部、分室を第2部とする。
- 1932年（昭和07年）12月28日 - 大塚の新園舎への移転完了。
- 1944年（昭和19年）9月1日 - 戦局悪化により附属幼稚園休園（1945年（昭和20年）3月に閉園）。
- 1946年（昭和21年）4月 - 第1部･第2部の編成を廃止。
- 1949年（昭和24年）3月 - 3年保育を再開。
- 1952年（昭和27年）4月 - お茶の水女子大学文教育学部附属となる。

#### 附属小学校

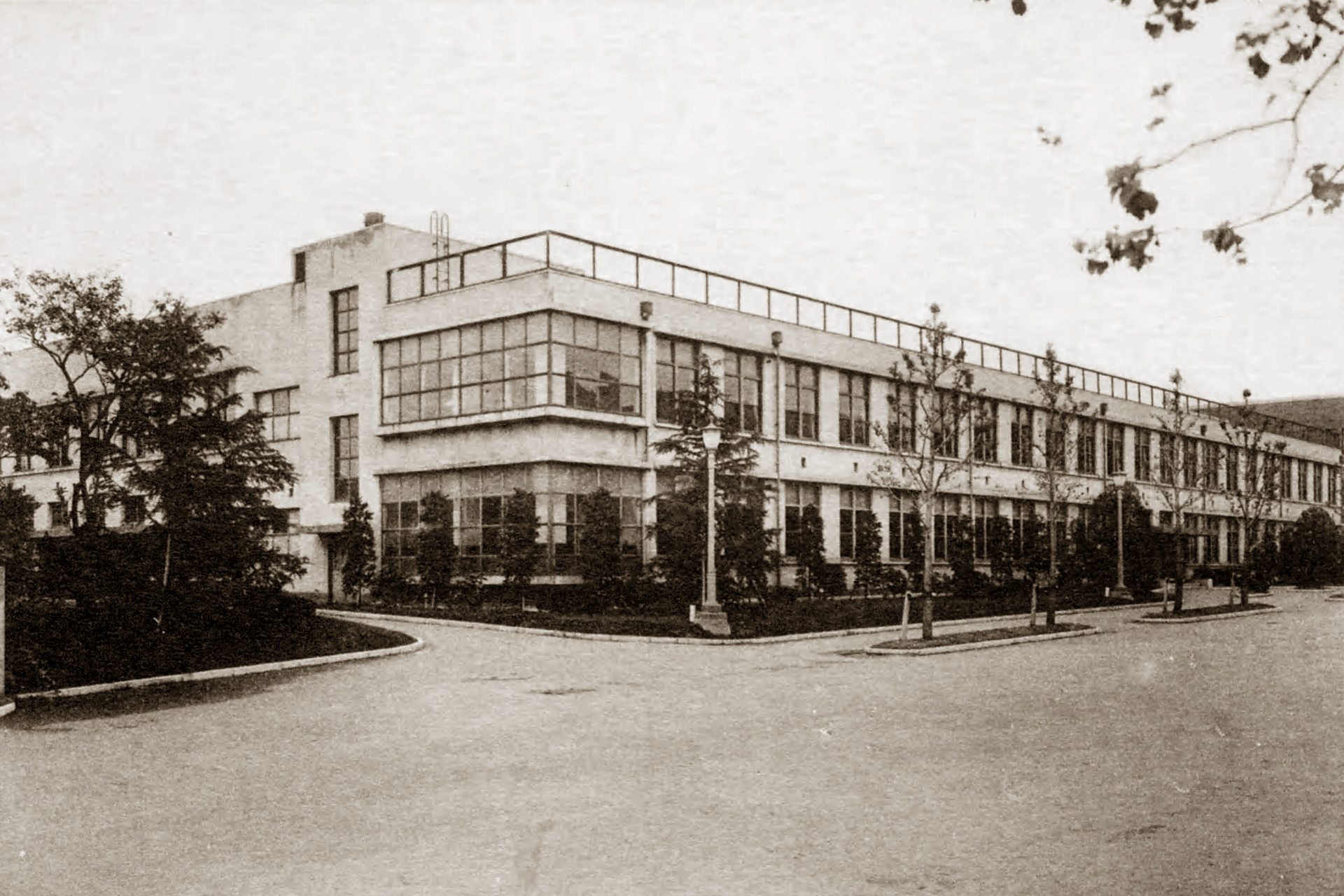
附属小学校（1936年）

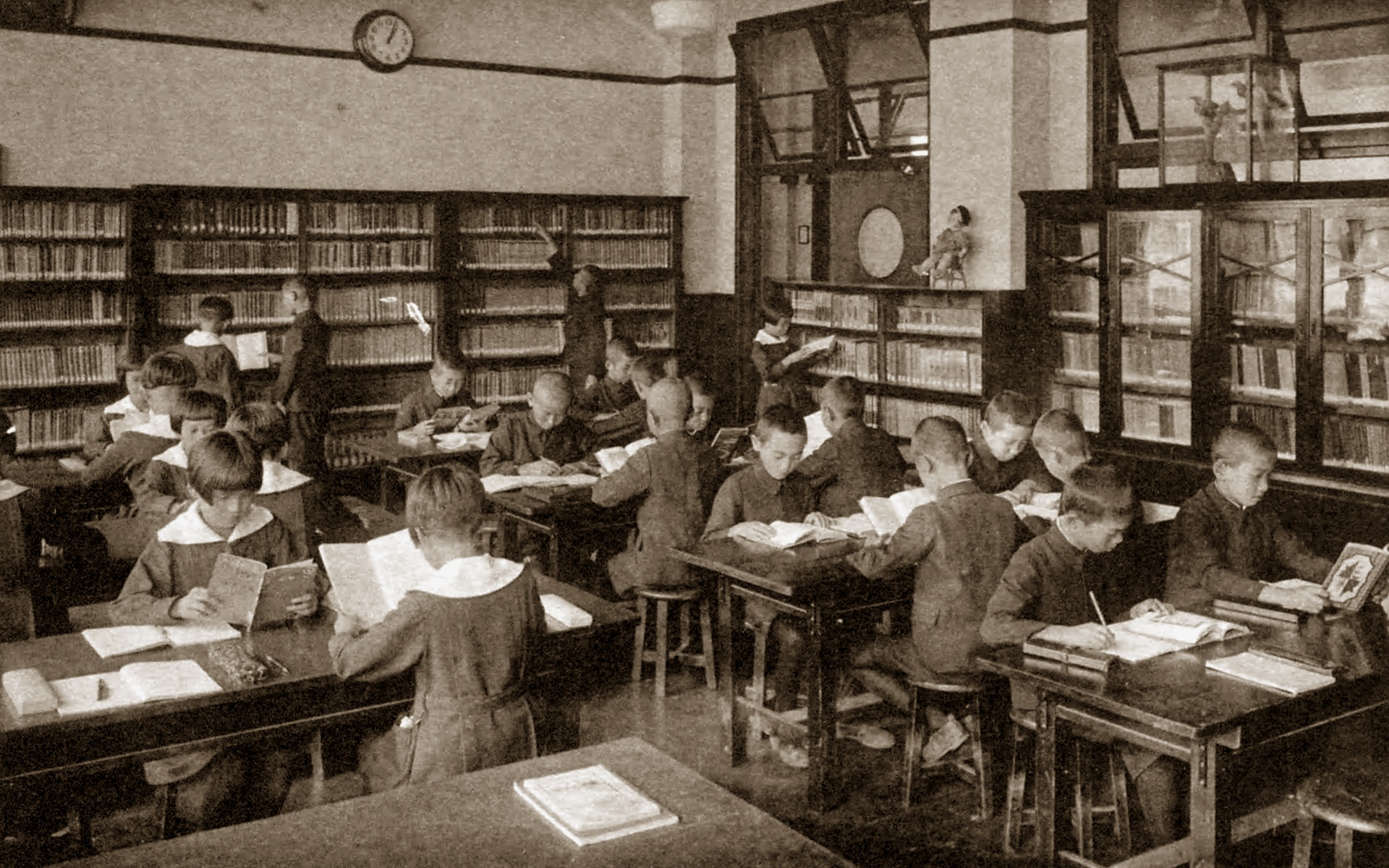
附属小学校図書室（1936年）

- 1877年（明治10年）2月1日 - 附属小学校を設置（1878年9月20日：授業開始）。
- 1878年（明治11年）7月2日 - 附属練習小学校と改称。
- 1881年（明治14年）4月 - 附属小学校に再改称。
- 1882年（明治15年）7月10日 - 附属女児小学校と改称。
- 1886年（明治19年）4月29日 - 本校の高等師範学校への統合にともない高師附属となり附属小学校も統合。
- 1890年（明治23年）3月25日 - 女子高等師範学校の分離独立にともない附属小学校も分離し高師附属小学校の女児を転学。
- 1892年（明治25年）4月30日 - 分教室（単級小学校）を設置。
- 1893年（明治26年）3月 - 分教室を附属小学校第3部と改称。
- 1904年（明治37年）4月 - 第3部において2部授業開始。
- 1909年（明治42年）4月1日 - 第3部に特別学級設置。
- 1911年（明治44年）2月 - 第3部に裁縫を中心とした修業年限2年程度の補習科を設置。
- 1914年（大正03年）2月16日 - 第3部の補習科を廃止。
- 1934年（昭和09年）3月 - 大塚の新校舎への移転完了。
- 1941年（昭和16年）4月 - 附属国民学校に改組。
- 1944年（昭和19年）8月 - 附属国民学校児童は東村山郊外園へ疎開（1945年（昭和20年）4月まで）。
- 1945年（昭和20年）4月 - 富山県へ再疎開（1946年（昭和21年）3月まで）。
- 1946年（昭和21年）4月 - 授業再開。
- 1947年（昭和22年）
  - 3月 - 高等科を廃止。
  - 4月1日 - 附属国民学校初等科が改組され新制の附属小学校として発足。高等科を改組し、新制の附属中学校を設置。

- 1952年（昭和27年）4月 - お茶の水女子大学文教育学部附属となる。

#### 附属高等女学校

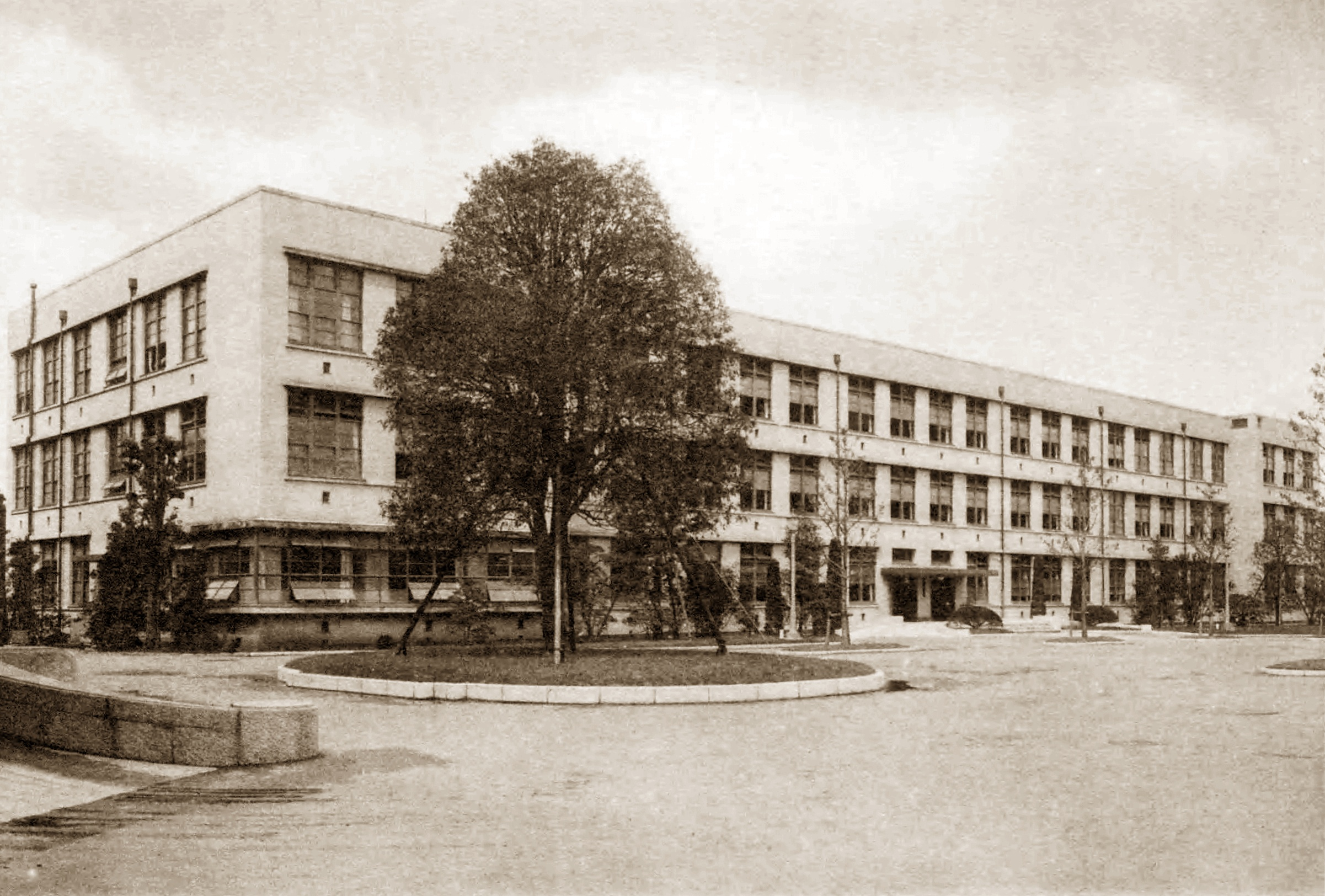
附属高等女学校（1936年）

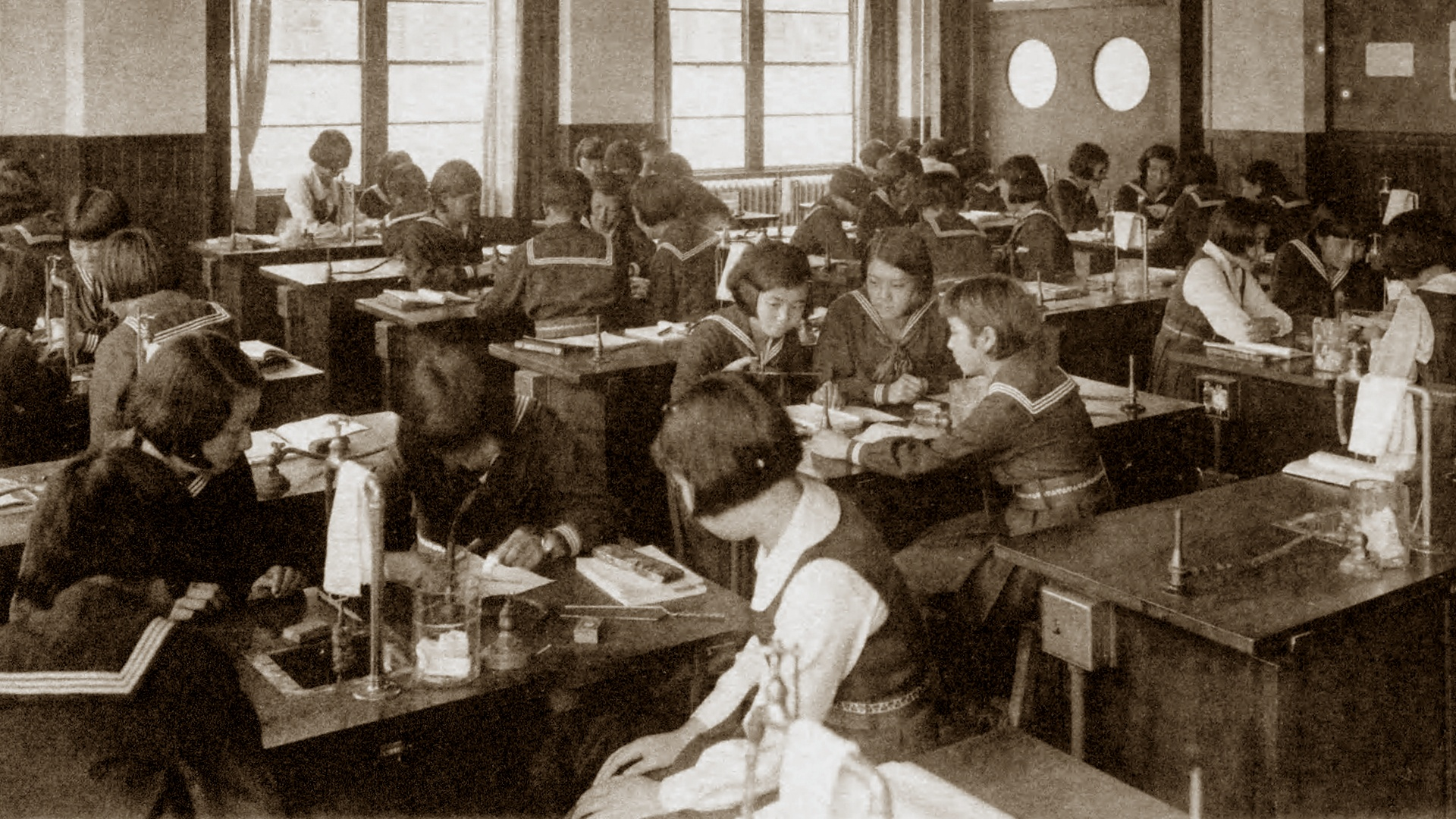
附属高等女学校理科室（1936年）

- 1877年（明治10年）2月19日 - 東京女学校廃校にともない同校生徒を東京女子師範学校「英文科」に収容。
- 1878年（明治11年）
  - 1月 - 英文科を別科と改称。
  - 7月 - 学年末に別科を廃止し生徒は本校予科に編入。

- 1879年（明治12年）3月24日 - 東京女子師範学校予科を廃止。生徒は私立の女子師範予備学校に移される。
- 1880年（明治13年）7月 - 東京女子師範学校予科を再設、旧生徒を復校させる。
- 1882年（明治15年）7月10日 - 予科を改組し修業年限5年の附属高等女学校を設置（9月：授業開始）。日本最初の高等女学校。
- 1886年（明治19年）
  - 2月18日 - 附属高女を文部大臣官房所属とし高等女学校と改称。
  - 6月19日 - 東京高等女学校と改称。

- 1887年（明治20年）10月4日 - 東京高等女学校、文部省直轄学校となる。
- 1890年（明治23年）3月25日 - 女子高等師範学校の分離独立にともない本科附属となる。
- 1893年（明治26年）3月 - 修業年限2年の専修科設置（のちに補習科と改称）。
- 1899年（明治32年）3月 - 附属高等女学校の修業年限を5年に短縮。
- 1901年（明治34年）2月 - 補習科を廃止し第1部・第2部からなる修業年限3年の専攻科を設置。
- 1914年（大正3年）2月16日 - 修業年限2年の実科を設置。
- 1921年（大正10年）3月 - 専攻科第1部・第2部を廃し国語部・英語部・家事部を設置。
- 1928年（昭和3年）3月 - 専攻科英語部廃止。
- 1930年（昭和5年）3月 - 実科を廃止。
- 1935年（昭和10年）3月 - 大塚の新校舎への移転完了。
- 1939年（昭和14年）11月 - バスケットボール部が第10回明治神宮国民体育大会で優勝（1941年（昭和16年）11月の第12回大会でも優勝）。
- 1942年（昭和17年）
  - 5月 - バスケットボール部が第12回全日本女子選抜籠球選手権大会で優勝。
  - 11月 - 学徒勤労動員の開始。

- 1944年（昭和19年）4月15日 - 全国に率先して学校工場開設。
- 1945年（昭和20年）
  - 5月 - 附属高女生徒、新潟県・秋田県へ疎開。
  - 6月18日 - 学徒勤労動員の解除。
  - 6月 - 専攻科有志、新潟県へ集団疎開。

- 1947年（昭和22年）4月1日 - 新制の附属中学校を設置。本年をもって附属高女・専攻科の入学募集打ち切り。
- 1948年（昭和23年）
  - 3月31日 - 附属高女を廃止。
  - 4月1日 - 附属中学校から分離して新制の附属高等学校が設置。

- 1952年（昭和27年）4月 - 附属中学・高校はお茶の水女子大学文教育学部附属となる。

### 臨時教員養成所

#### 第六臨時教員養成所
- 1906年（明治39年）4月2日 - 校内に「第六臨時教員養成所」を設け、英語科設置（6月に授業開始）。
- 1909年（明治41年）3月31日 - 英語科を廃止し家事科を設置（4月授業開始）。
- 1914年（大正3年）7月 - 家事科を第1部・第2部に区分。
- 1918年（大正7年）2月20日 - 家事科の第1部・第2部を廃止、修業年限3年の家事裁縫科と修業年限2年の体操家事科に改組。
- 1921年（大正10年）3月16日 - 家事裁縫科を一時中止し、代りに理科家事科を置く。
- 1922年（大正11年）4月10日 - 国語漢文科・理科開設。
- 1924年（大正13年）3月 - 理科廃止。
- 1925年（大正14年）3月11日 - 歴史地理科を設置（4月授業開始）。
- 1929年（昭和4年）3月 - 国語漢文科廃止。
- 1933年（昭和8年）3月 - 歴史地理科廃止。
- 1936年（昭和11年）
  - 3月 - 理科家事科廃止。
  - 4月11日：家事裁縫科再設。

- 1938年（昭和13年）3月 - 体操家事科廃止。
- 1939年（昭和14年）3月31日 - 第六臨時教員養成所廃止。

#### 東京女子臨時教員養成所
- 1939年（昭和14年）7月15日 - 東京特設中等教員養成所家事裁縫科設置（9月11日開所式）。
- 1940年（昭和15年）3月17日 - 東京特設中等教員養成所に裁縫科設置。
- 1941年（昭和16年）3月6日 - 東京女子臨時教員養成所を開設し家事裁縫科を設置（4月1日開所式）。
- 1942年（昭和17年）2月12日 - 理科（物象科）を増設。
- 1944年（昭和19年）4月 - 家事体操科を家政科・体錬科に区分。
- 1948年（昭和23年）3月 - 東京女子臨時教員養成所廃止。

## 歴代校長
東京女子師範学校長

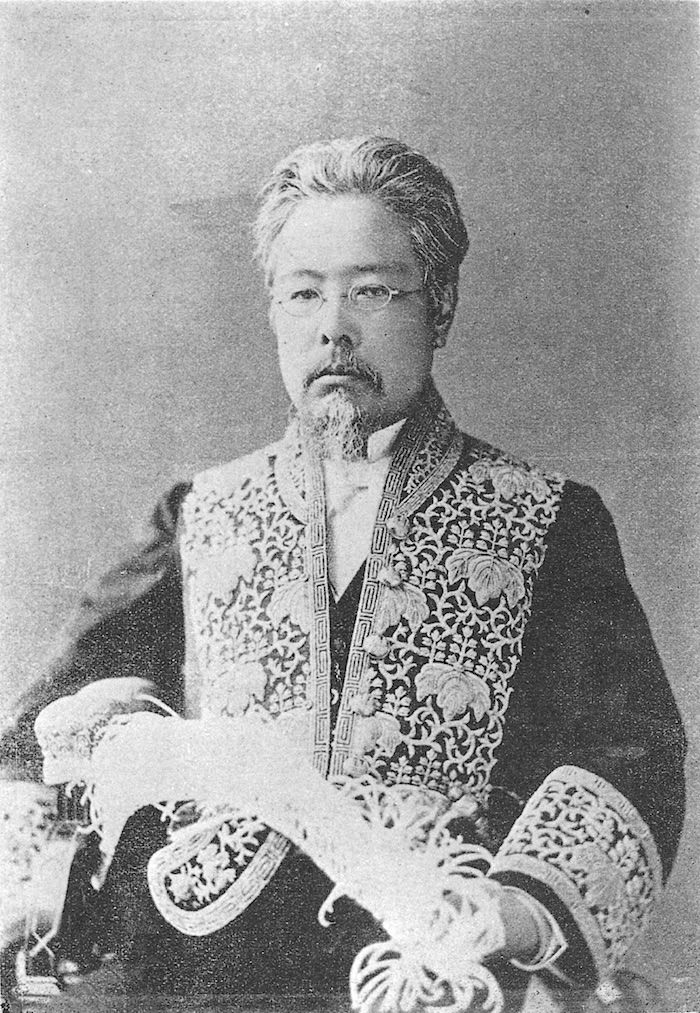
中村正直 / 事実上の初代女子師範校長。初代女高師校長在任中に死去した。

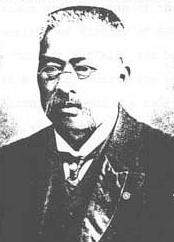
高嶺秀夫 / 第4代女高師校長。12年余の長きにわたり在任。

- 校長：小杉恒太郎（1874年4月14日〜1875年11月18日）（兼任）
- 摂理：中村正直（1875年11月18日〜1880年6月7日）
- 摂理：福羽美静（1880年6月7日〜1881年7月6日）
- 校長：那珂通世（1881年7月6日〜1885年8月）

（東京）女子高等師範学校長
- 初代：中村正直（1890年3月26日〜1891年6月7日死去）
1891年6月8日〜8月10日：村岡範為馳が校長心得。
1891年8月10日〜16日：中川謙二郎が校長心得。
- 第2代：細川潤次郎（1891年8月16日〜1894年3月7日）
1893年9月9日〜1894年3月7日：兼任。
- 第3代：秋月新太郎（1894年3月7日〜1897年11月9日）
- 第4代：高嶺秀夫（1897年11月19日〜1910年2月22日死去）
1908年4月1日以降、東京女子高等師範学校長。
1910年2月23日〜1910年3月4日：飯盛挺造が校長代理。
- 第5代：中川謙二郎（1910年3月4日〜1917年6月11日）
- 第6代：湯原元一（1917年6月11日〜1921年11月9日）
- 第7代：茨木清次郎（1921年11月9日〜1927年2月25日）
- 第8代：吉岡郷甫（1927年2月28日〜1935年4月2日）
- 第9代：下村寿一（1935年4月2日〜1945年1月25日?）
- 第10代：藤本万治（1945年1月25日〜1949年5月31日）
- 第11代：野口明（1949年5月31日〜1952年3月31日）
初代お茶の水女子大学長と兼任。

## 校地の変遷と継承

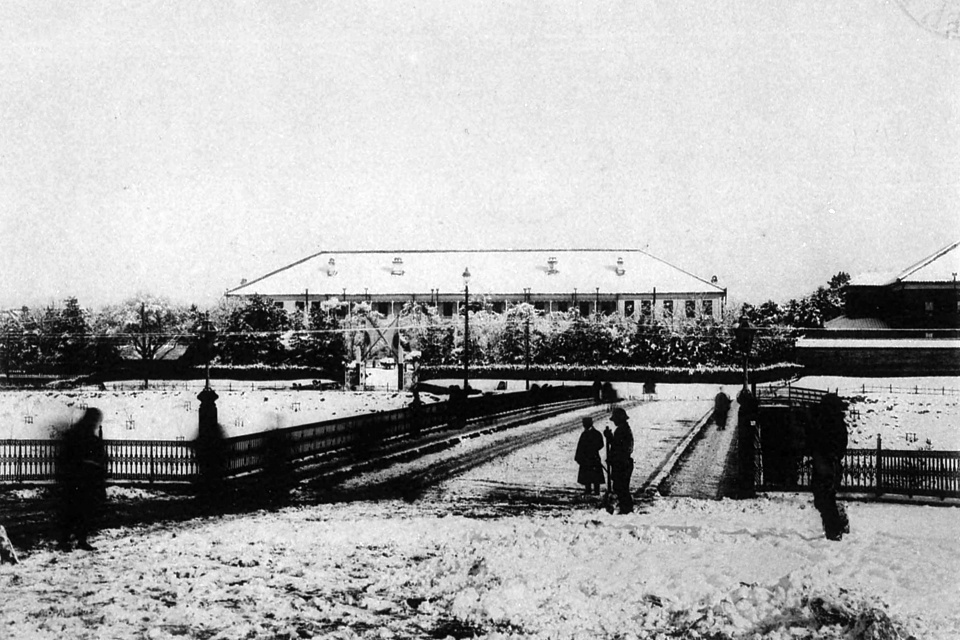
御茶ノ水校舎（1893年頃）

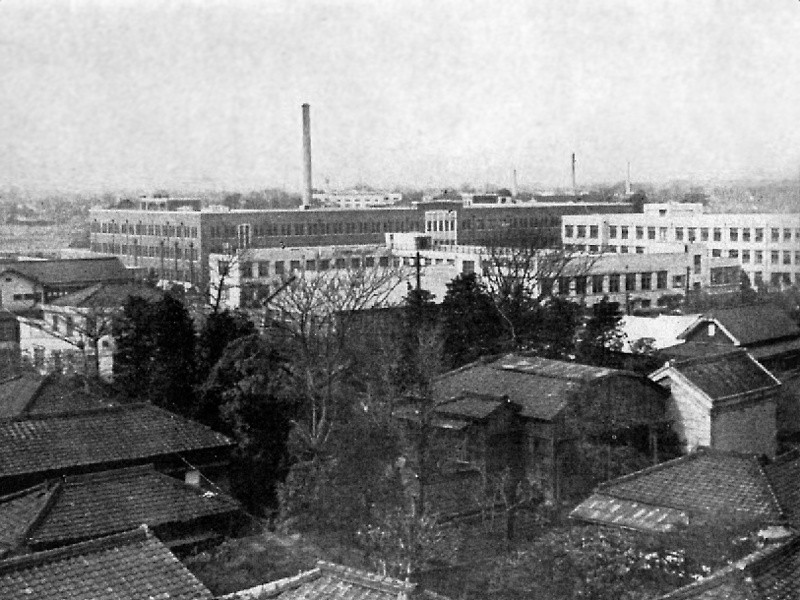
大塚校舎（1937年頃）

御茶ノ水校舎
1875年11月の東京女子師範学校開校当時の校地は東京府下湯島（のち東京市神田区宮本町に住所変更、現在の東京都文京区湯島一丁目）の昌平坂学問所跡地に所在しており（御茶ノ水校舎）、同じ敷地内に東京師範学校（のち東京高等師範学校、現在の筑波大学）も置かれていた。この校地は女子師範が（東京）女子高等師範学校に改組したのちもそのまま維持されたが、1923年9月1日の関東大震災により校舎が焼失すると、翌日には上野の東京音楽学校内に仮事務所が設置、10月には東京府女子師範学校内に移転され、同時に仮教場および仮寄宿舎も設置された。仮校舎が落成した御茶ノ水校地に復帰することができたのは翌1924年であった。
大塚校舎
1928年11月、東京女高師は文部省から東京市小石川区大塚町35番地の14号および東青柳町28番地の1号を新校地として交付され、設立以来の御茶ノ水を離れ大塚の新校地に移転することとなった。翌1929年から1932年にかけて寄宿舎・集会所（嚶鳴舎）・本館・講堂などが竣工し、女高師および附属学校園は1936年11月までに新校地に順次移転した（大塚校舎）。1945年には4月13日と5月25日の空襲により寄宿舎・嚶鳴舎・官舎などが焼失し、このため生徒は群馬県勢多郡横野村などに疎開を余儀なくされたが、戦争が終結すると順次復帰し授業も再開された。大塚校地は1949年5月の新制大学移行によるお茶の水女子大学設立で同大学のキャンパスとして継承され、現在に至っている（旧・東京女高師本館はお茶の水女子大学生活科学部本館として現在も使用されている）。なお後身校であるお茶の水女子大が現在地の大塚でなく「お茶の水（御茶ノ水）」を校名に冠しているのは、東京女高師創業の地である御茶ノ水を記念してのことである（旧御茶ノ水校地の現状については湯島聖堂を参照のこと）。

## 制服

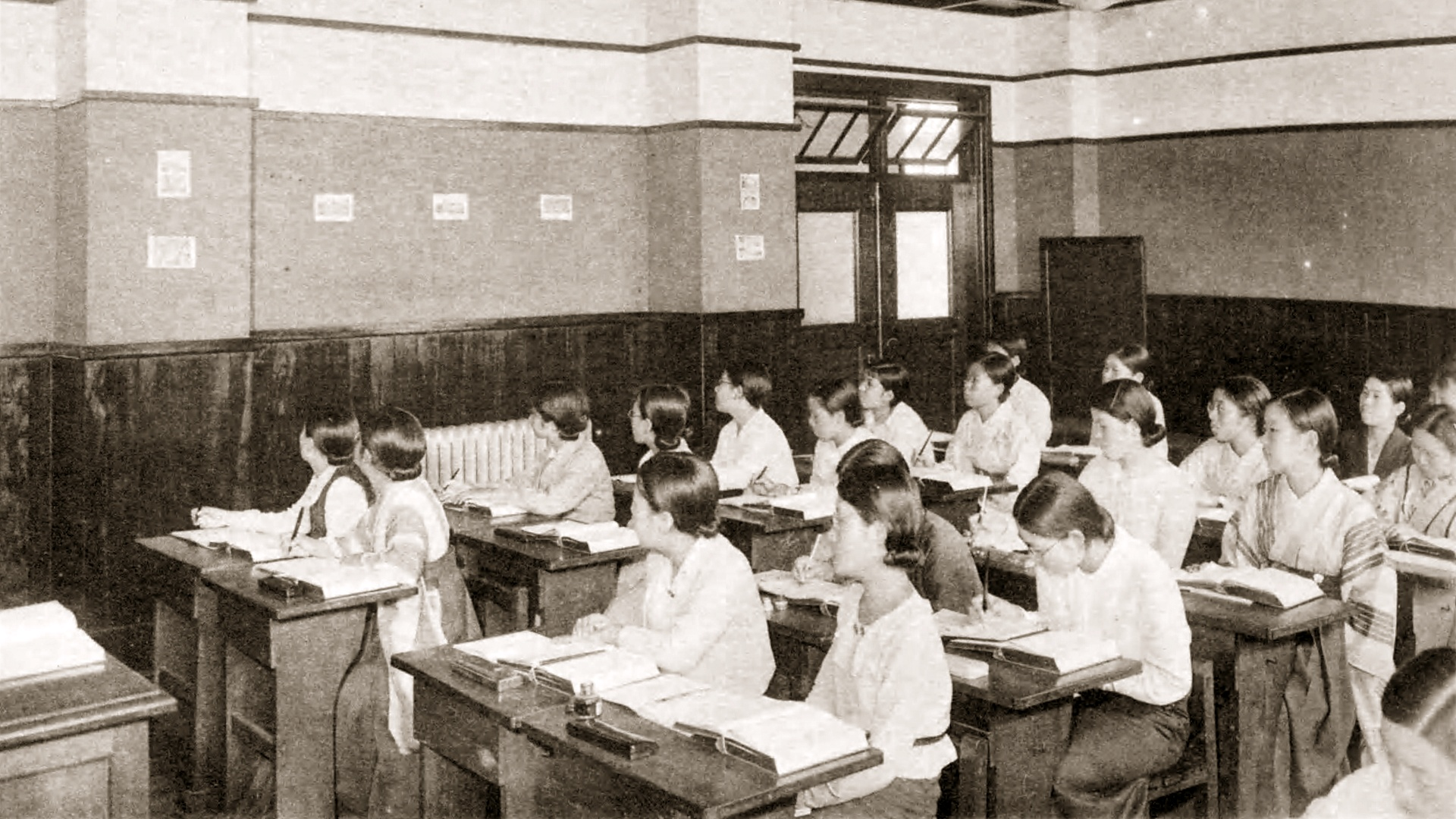
歴史教室では和装と洋装が混在（1936年、歴史教室）

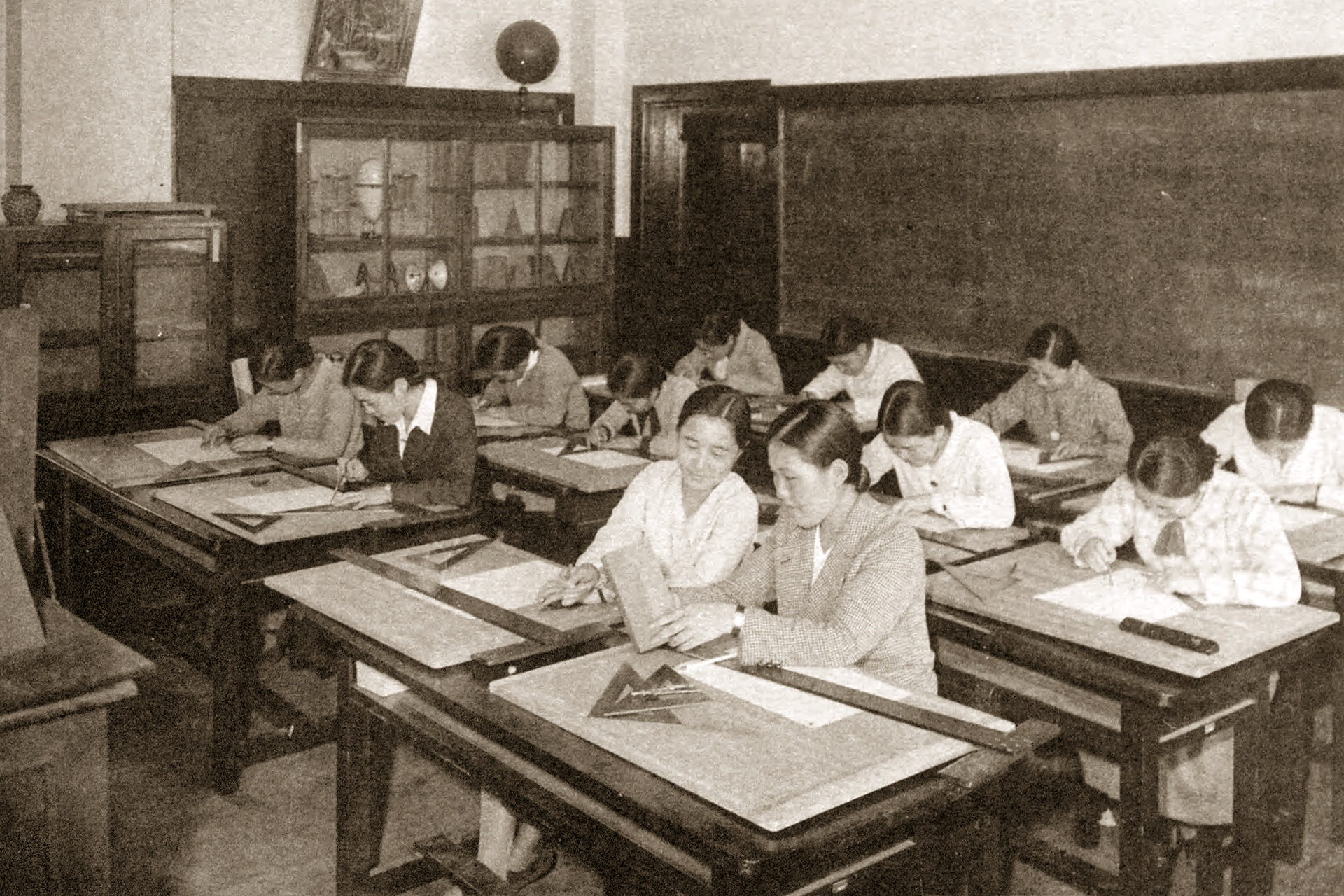
洋服姿の学生（1936年）

東京女子師範学校創設時は、紺色と浅黄色とのタテ縞木綿袴（平袴形・官給）に上衣は通常の衣服だった。頭髪は唐人髷に女子師範の文字入り簪を記章とした。袴も簪も明治12(1879)年ころには廃止され、明治18(1885)年には洋服を着る者が多くなり、生徒だけでなく教師も着用し、その他の女子師範でも教員一同洋服を着ることになった。明治19(1886)年8月に文部大臣森有禮の西欧的な教育政策から、洋服が本校生徒の制服となり、他の師範学校にも波及した。